# Knut Bovin

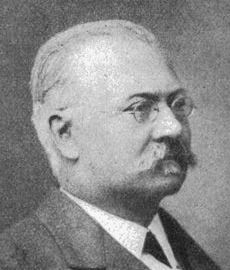
Knut Bovin.

Knut Adolf Bovin, född 15 oktober 1853 i Arboga stadsförsamling, Västmanlands län, död 8 augusti 1926 i Kungsängen,  Stockholms-Näs församling, Uppsala län, var en svensk trädgårdsodlare, publicist och trädgårdsförfattare, verksam i Stockholm. 
Bovin var lärare vid Kungliga Lantbruksakademiens och Svenska trädgårdsföreningens trädgårdsskolor i Stockholm, och verksam som trädgårdsarkitekt och trädgårdsanläggare 1885-1890.  Från år 1890 verkade han som handelsträdgårdsmästare med inriktning på perenna växter. Bovin började 1895 utge trädgårdstidningen "Viola", som ännu utges och har fått stor spridning.  Han var initiativtagare till Gartnerfonden (1897), en understödskassa för trädgårdsodlare, och Sveriges Handelsträdgårdsmästareförbund (1902). Han arbetade också aktivt för bildandet av en sammanslutning för fruktodlare, Sveriges Pomologiska Förening, och blev en av dess stiftare (1900).
Han var gift med Anna Jansson. Paret fick ett barn, dottern Karin, född 1888.

## Biografi

### Bakgrund, uppväxt och ungdomsår
Knut Adolf Bovin föddes 1853 i Arboga som den yngsta av fyra syskon. Fadern var stadsvaktmästare i Arboga, modern var dotter till en skepparfamilj från Västerås. Föräldrarna dog tidigt, men syskonen fick hjälp av morbrodern, komministern Johan Adolf Westén. Till Västerås kom Bovin tidigt för att studera och avlade studentexamen 1875. Redan i ungdomen stod Bovins håg till botanik och blommor. Efter att ha arbetat som järnvägstjänsteman i Nora under några år, beslöt han att byta yrkesbana. För resten av livet skulle blommornas värld bli hans.

### Elev, lärare och skribent
Bovin blev antagen som elev vid Svenska trädgårdsföreningens trädgårdsskola Rosendal på Djurgården i Stockholm och flyttade dit på hösten 1880. Efter några års utbildning blev han bokhållare och lärare på trädgårdsskolan och verkade också som lärare på Kungliga Lantbruksakademiens trädgårdsskola vid Frescati i Stockholm, det så kallade Experimentalfältet. Redan under sin tid som lärare vid Rosendal började Bovin arbeta med översättning av utländsk facklitteratur och skrev också många uppsatser i några av branschens facktidningar, t.ex. Svenska trädgårdsföreningens tidskrift och Tidning för trädgårdsodlare. Mellan åren 1906-1910 var han flitig medarbetare i tidskriften Trädgården.

### Trädgårdsarkitekt
År 1885 flyttade Bovin från Rosendal in till Östermalm och etablerade en egen trädgårdsrörelse. Ett tiotal år framåt verkade han som trädgårdsarkitekt och trädgårdsanläggare i Stockholm. Behovet av trädgårds- och parkanläggare var stort tack vare stadens ekonomiska utveckling och de framväxande villastäderna runt huvudstaden, t.ex. Djursholm och Saltsjöbaden. Han fick även uppdrag inne i Stockholm och på Djurgården, t.ex. från Artur Hazelius i samband med anläggandet av Skansen. Bovin gifte sig 1887 med Anna Jansson. Hon arbetade som husmamsell hos den kända societetsfamiljen Carl och Calla Curman på Floragatan i den s.k. Villastaden invid Humlegården, nära Knut Bovins lägenhet på Brahegatan, där han hade sitt kontor. Här föds deras dotter och enda barn Karin år 1888. Omkring 1895 etablerade han företaget Trädgårdsbyrån med adress Stora Nygatan 31 i Gamla stan, senare flyttat till Regeringsgatan 6.

### Trädgårdsmästare
1890 övertog Bovin en gammal handelsträdgård vid Brunnsvikens sydöstra strand och bedrev under namnet Kräftrikets handelsträdgård odling av perenna växter, för vilket han blev välkänd. När Veterinärhögskolan övertog marken flyttade han 1907 sin verksamhet och bostad till Kungsängen nordväst om Stockholm, där han fortsatte odlingarna under namnet Fagerlids Örtagård fram till 1919, då sjukdom tvingade honom att trappa ner verksamheten.

### Organisatör och föreningsmänniska
1883 blev Bovin invald i Stockholms Gartnersällskap och verkade som styrelsemedlem under många år. Han blev också tidigt styrelsemedlem och kassör i Svenska Trädgårdsodlareförbundet (1885). Det blev början på ett livslångt stort engagemang i branschens olika sammanslutningar och han skulle själv bli initiativtagare till flera av dessa. 
1896 var han med och arrangerade Svenska Trädgårdsodlareförbundets vårutställning på Hasselbacken och det blev början på många års aktivt deltagande, både som arrangör och utställare, i de många trädgårdsutställningar som hölls under åren strax före och efter sekelskiftet runt om i landet. Bovin anlitades ofta som prisdomare.
Bovin såg tidigt behovet av att organisera trädgårdsodlarna. Han förespråkade att de skulle specialisera sig för att nå framgång med bättre produkter. Ett av resultaten blev Sveriges Pomologiska Förening (1900), en  sammanslutning av fruktodlare som bildades på initiativ av fem stiftare, Bovin var en av dem. Han var också huvudinitiativtagare till bildandet av Gartnerfonden (se nästa pkt.) och Sveriges Handelsträdgårdsmästareförbund (1902). I dessa och flera andra sammanslutningar som Bovin deltog i var han förutom styrelsemedlem i regel kassör eller skattmästare och slutade som hedersledamot vid slutet av sin aktiva tid. För sina insatser i föreningsverksamheten belönades Bovin med flera utmärkelser. Tidigt erhöll han den s.k. Branderska silvermedaljen av Svenska Trädgårdsföreningen,  likaså belönades han med Stockholms Trädgårdsodlareförbunds förtjänstmedalj samt Sveriges Pomologiska Förenings silvermedalj, 1922 utnämndes han till riddare av Vasaorden och 1923 erhöll han Sveriges Handelsträdgårdsmästareförbunds första förtjänstmedalj i guld.

### Tidningspublicist och filantrop
Med hjälp av sina erfarenheter som skribent i de svenska trädgårdstidningarna och kunskaper om utvecklingen på kontinenten, såg Bovin behovet av en modern svensk trädgårdstidning som skulle hjälpa säljare och köpare av trädgårdsprodukter att möta varandra. 1895 erhöll Bovin för övrigt ett resestipendium från Kungliga Lantbruksstyrelsen som riksdagen beviljat för förkovran i sitt yrke. Resan gick till norra och mellersta Tyskland och han avlade vid hemkomsten en rapport till Lantbruksstyrelsen. 
Han startade därför utgivningen av gratistidningen Viola - notis och annonsblad, vars första nummer, i stort dagstidningsformat, utkom i januari 1895. Från början utkom tidningen två gånger i månaden men med tiden övergick han till veckovis utgivning. Han var både ägare och tidningens redaktör och skötte från början det mesta själv. 
Under åren 1903-1905 utgav Bovin dessutom tidskriften Trädgårdsvärlden som bilaga i Viola. De flesta uppsatser och bearbetningar av utländska artiklar stod Bovin själv för. 
De samtida Stockholmsbaserade trädgårdstidningarna föll efterhand bort och Bovins Viola var den enda som överlevde, nu som trädgårdsnäringens huvudorgan med annonser, notiser, uppsatser, reseskildringar, mötesreferat m.m. 
1917 donerade Bovin tidningen Viola till Gartnerfonden, den understödskassa för nödställda yrkesmän inom trädgårdsfacket som han argumenterat för under trädgårdskongresserna i Stockholm 1896 och 1897 och som bildades 1897. Han kom under sin livstid att bli den största bidragsgivaren till fonden, som fortfarande (2020) verkar, men nu med en något annan inriktning. Gartnerfonden sålde tidningen 1920 till AB Såningsmannen (senare Saxon & Lindströms Förlag), men Bovin kvarstod som redaktör fram till sin död 1926. Viola utges fortfarande (2020), nu med annan ägare.

### De sista åren
Knut Bovins hustru gick bort redan 1909, men han fortsatte att arbeta aktivt inom föreningslivet, med sin tidning och sin stora trädgårdsodling i Kungsängen. Mot slutet av 1910-talet började hans krafter tryta, och han avvecklade sitt ägarskap i Viola och lade ner sin trädgårdsrörelse, men verkade fortfarande som redaktör och skribent i Viola. Under de sista fem åren av sitt liv var han svårt sjuk, men skrev resereportage i Viola in i det sista. Minnesorden efter hans död 1926 var många. Han beskrevs som “idealisten som slutit förbund med yrkesmannen”, han var ”idéernas och initiativernas man. Hans många och goda uppslag ledde alltid till ett gott mål” och ”han förde till torgs dessa uppslag med en energi som ovillkorligen skulle imponera”. “När någon kommitté tillsatts eller utredning behövts, har alltid Knut Bovin tagits i anspråk”, och han hade dessutom en ”sällspord förmåga att få fram pengar”. Hans ”klara syn på annonsens och reklamens betydelse i det moderna varuutbytet” betydde mycket för Viola och branschen, dessutom ägde han en “gudomlig penna” enligt hans minnestecknare.